# باول بلاك (مغني)
باول بلاك (بالإنجليزية: Paul Black)‏ هو مغني أمريكي، ولد في 17 مارس 1959 في سان فرانسيسكو في الولايات المتحدة.

## وصلات خارجية
- بول بلاك على موقع IMDb (الإنجليزية)
- بول بلاك على موقع ميوزك برينز (الإنجليزية)
- بول بلاك على موقع أول ميوزيك (الإنجليزية)
- بول بلاك على موقع ديسكوغز (الإنجليزية)
- بول بلاك على موقع ديسكوغز (الإنجليزية)
- بول بلاك على موقع ديسكوغز (الإنجليزية)